# Grace Frick
Grace Marion Frick (Toledo, Ohio, 12 de enero de 1903 - 18 de noviembre de 1979) fue una traductora, investigadora y profesora estadounidense, que investigó a su pareja de toda la vida, la autora francesa Marguerite Yourcenar. Grace Frick enseñó idiomas en universidades de EE. UU. Y fue la segunda decana académica en ser nombrada para Hartford Junior College.

## Biografía
Grace Marion Frick nació en Toledo, Ohio, el 12 de enero de 1903. Más adelante, la familia se mudó a Kansas City, Misuri.
Frick asistió a Wellesley College, obtuvo su licenciatura en 1925 y en 1927 obtuvo una maestría en inglés. Trabajó en una disertación en la Universidad de Yale, a partir de 1937, el mismo año en que conoció a Yourcenar en París, y completó su trabajo académico en la Universidad de Kansas.

## Carrera profesional
Frick es recordada fundamentalmente por ser la traductora del francés al inglés de Memorias de Adriano, Opus nigrum y El tiro de Gracia de Marguerite Yourcenar. Hasta la muerte de Frick, Yourcenar solo le permitió a ella traducir sus libros.
Fue profesora en Stephens Junior College for Women (ahora Stephens College), Columbia, Misuri, y en Barnard College, Nueva York. Después de la llegada de Yourcenar, en 1940, Frick se convirtió en la segunda decana académica de Hartford Junior College (más tarde Hartford College for Women), hasta 1943, momento en que se mudaron juntas a 549 Prospect Ave, West Hartford. Aparte de ocuparse de la administración, Frick siguió enseñando inglés. Después de Hartford, Frick fue profesora en Connecticut College for Women (ahora Connecticut College), New London, Connecticut.
Mientras estaban en Hartford, Frick y Yourcenar participaron activamente en la comunidad artística que se originó alrededor del Wadsworth Atheneum encabezado por Arthur Everett Austin, Jr.

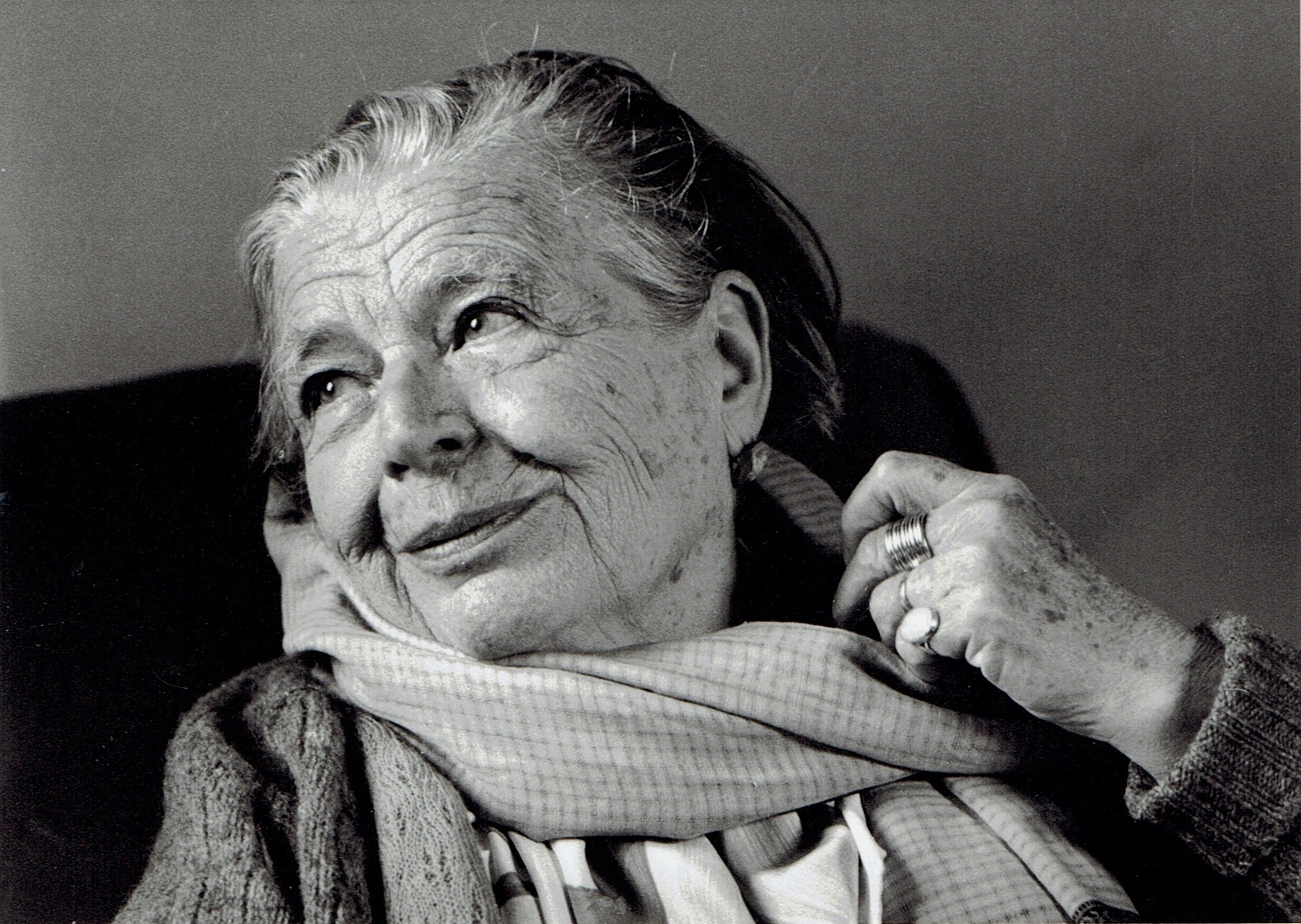
La escritora francesa Marguerite Yourcenar, su compañera, en 1982.

## Detalles personales
Conoció a Marguerite Yourcenar en febrero de 1937 en el Hotel Wagram de París. Se enamoraron locamente la una de la otra y en 1939 Grace invitó a Marguerite a vivir con ella en los Estados Unidos, lo que también les permitió escapar de la inminente guerra que estaba ocurriendo en Europa. Grace Frick y Yourcenar vivieron juntas durante cuarenta años hasta que Frick murió de cáncer el 18 de noviembre de 1979.
Juntas compraron una casa, "Petite Plaisance", en 1950 en Northeast Harbor, Maine, en Mount Desert Island. La pareja se comunicaba en francés en casa, amaban montar a caballo y llevaban una vida tranquila. Ambas están enterradas en el cementerio Brookside, Mount Desert, Maine. Junto a ellas hay una placa conmemorativa de Jerry Wilson, el último compañero de Yourcenar, quien murió de SIDA en 1986.